# Бито (Јон)
Бито (фр. Butteaux) насеље је и општина у источном делу централне Француске у региону Бургоња, у департману Јон која припада префектури Авалон.
По подацима из 2011. године у општини је живело 267 становника, а густина насељености је износила 35,36 становника/km². Општина се простире на површини од 7,55 km². Налази се на средњој надморској висини од 300 метара (максималној 152 m, а минималној 106 m).

## Демографија
| 1962. | 1968. | 1975. | 1982. | 1990. | 1999. | 2011. |
| ----- | ----- | ----- | ----- | ----- | ----- | ----- |
| 187   | 216   | 239   | 221   | 257   | 259   | 267   |

График промене броја становника у току последњих година